# Crocidura roosevelti
Crocidura roosevelti es una especie de musaraña (mamífero placentario de la familia Soricidae).

## Distribución geográfica
Vive en Angola, Camerún, República Centroafricana, República Democrática del Congo, Ruanda, Tanzania, Uganda y, posiblemente también, en Sudán.